# Microsoft Office Picture Manager
O Microsoft Office Picture Manager é um programa editor de imagens do Windows 2000, 2003 e XP, além de estar no office 2003, 2007 e 2010. Seu precedente é o Microsoft Photo Editor; existente no Windows 95 e 98.